# Vadskij rajon
Il Vadskij raion (in russo Вадский район?) è un rajon dell'Oblast' di Nižnij Novgorod, nella Russia europea; il capoluogo è Vad.